# Ilha Ayon
A Ilha Ayon (em russo:  остров Айон) é uma ilha na costa de Tchukotka, no mar da Sibéria Oriental. A própria ilha consiste principalmente de tundra baixa e é habitada principalmente pelo povo Chukchi, que usa a tundra como pasto para seus rebanhos de renas.